# Jovan Sterija Popović

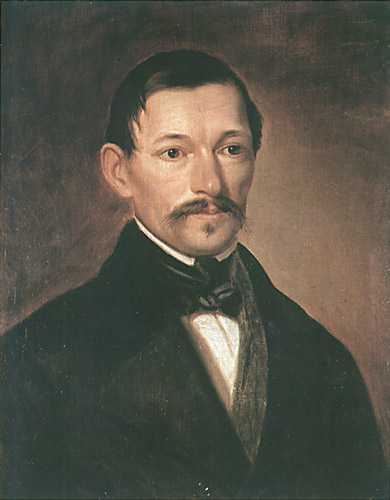

Jovan Sterija Popović, cyrylicą Јован Стерија Поповић (ur. 13 stycznia 1806 we Vršacu, ówcześnie Werschetz, zm. 10 marca 1856 tamże) – serbski dramaturg, poeta, prawnik, filozof i pedagog, wykładowca Wyższej Szkoły w Belgradzie, jeden z najważniejszych twórców komedii w literaturze serbskiej, nazywany twórcą komedii serbskiej.

## Życiorys
Urodził się na Węgrzech pod panowaniem Habsburgów. Jego ojciec Sterija, po którym odziedziczył przydomek, był kupcem. Pochodzenie etniczne ojca Popovicia i jego samego jest przedmiotem dyskusji. Według części źródeł byli pochodzenia arumuńskiego, według innych mieli korzenie greckie. Jego dziadkiem ze strony matki był malarz i poeta Nikola Nešković; Jovan Sterija Popović napisał później jego biografię.
Popović uczęszczał do gimnazjów w Vršacu, Karłowicach Sremskich, Temesvarze i Budapeszcie Studiował prawo w Kieżmarku. Po ukończeniu studiów w 1830 r. był początkowo nauczycielem, a w 1835 r., po zdaniu egzaminu adwokackiego, wrócił do rodzinnego miasta, gdzie najpierw uczył łaciny, a następnie otworzył praktykę adwokacką. Kierując się uczuciami patriotycznymi, zdecydował się na pracę w Księstwie Serbskim. Zaczął pisać dramaty historyczne, ale szybko zarzucił ten gatunek na rzecz komedii. W 1840 wyjechał do Kragujevca, aby wykładać prawo naturalne w szkole pedagogicznej. W tym samym roku przeniósł się do Belgradu, gdzie spędził osiem lat, ucząc w najnowocześniej wówczas szkole w Serbii, Belgradzkiej Szkole Wyższej (przyszły uniwersytet). W 1842 r. objął w Serbii stanowisko ministra oświaty. Zasłużony w szerzenie nauki i kultury w Serbii, pozostał na tym stanowisku do 1848 roku, pracując nad organizacją systemu edukacji.
Odegrał kluczową rolę w założeniu Serbskiej Akademii Nauk i Muzeum Narodowego, założonego w 1844 r. na mocy jego rozporządzenia. Nadal pisał dramaty, które także wystawiał i reżyserował.
Ciągłe nieporozumienia z czołowymi politykami serbskimi i zły stan zdrowia zmusiły go ostatecznie do wycofania się z życia publicznego. Na początku 1848 r. zdecydował się złożyć rezygnację i powrócić do rodzinnego miasta, gdzie mieszkał do śmierci w 1856 roku, głęboko rozczarowany ludźmi i życiem w ogólności. Pochowany na cmentarzu prawosławnym we Vršacu.
W 1849 r. ożenił się ze starszą o pięć lat wdową Jeleną Popović zd. Dimić. Było to małżeństwo z rozsądku – prawdziwą miłością poety była Marta Peša, która zginęła, rażona piorunem, i której Jovan Sterija Popović poświęcił wiersz.

## Dorobek literacki
Jovan Sterija Popović jest jedną z najważniejszych postaci literatury serbskiej, autorem określanym mianem twórcy serbskiej komedii.
Wzorując się na tragikach francuskich i niemieckich, w swoich tragediach czerpał inspirację z wydarzeń z historii narodu serbskiego. Belgradzki Teatr na Đumruku, który współtworzył, zainaugurował działalność wystawieniem jego tragedii Smrt Stefana Dečanskog, w 1841 roku. Na uwagę zasługuje pierwsza tragedia Steriji Svetislav i Mileva, a także dramaty Miloš Obilić ili Padnuće serbskog carstva, Nesrećno supružestvo ili Naod Simeon, Skenderbeg i Lahan. Wiersze Miošicia o Skanderbegu były podstawą dla dramatu Život i viteška voevanja slavnog kneza epirskog Đorđa Kastriota Skenderbega napisanego przez Steriję Popovicia w 1828 roku.
Największą wartość w dorobku literackim Steriji posiadają komedie. Są to komedie obyczajowe, przedstawiające najczęściej życie mieszczaństwa. Ich znaczenie jest tym większe, że Sterija był prekursorem tego gatunku w literaturze serbskiej. Pierwsze utwory komediowe Sterija stworzył jeszcze przed wyjazdem do Księstwa Serbii, w latach 1830–1840. Jego komedie Laža i Paralaža (1830), Pokondirena tikva (1830), Tvrdica (1837) i Zla žena (1838) przyniosły mu uznanie współczesnych. Jego komedia Beograd nekad i sad, która opisuje środowisko XIX-wiecznego Belgradu, została opublikowana w 1853 roku. Ostatnią komedią, którą napisał Sterija, była satyra Rodoljupci. Utworu tego nie opublikował, więc długo po jego śmierci pozostawał on w rękopisie. Inspirację dla tej komedii Sterija znalazł w rewolucyjnych wydarzeniach lat 1848–1849.
Sterija pisał także satyry, powieści, rozprawy o literaturze i języku oraz poezję refleksyjną (zbiór Davorje).